# Kurultáj
A kurultáj vagy kuriltáj (mongolul: ᠬᠤᠷᠠᠯᠲᠠᠢ, хуралдай, huraldaj) a mongol uralkodók és a katonai-feudális arisztokrácia tagjainak tanácskozása, amin tisztviselők kinevezése, megállapodások, katonai, bel- és külügyek, hadjáratok, háború és béke kérdéseiről tárgyaltak és hoztak döntést. Fontos szerepet játszott a kán trónra lépésében, tanácsadásban (a kánnak), az állam legfőbb hatalma önkényes bitorlásának megakadályozásában, valamint az újonnan trónra lépő kán jogalapjának megerősítésében. A trónöröklésről a törzs(ek) vénei és az "aranycsalád" (a kán feleségei, fiai és családtagjai) részvételével tartott kurultájon kellett dönteni.
A kazak enciklopédia szerint: a török-mongol nemesség hivatalos tanácsa. A kurultáj jelentős szerepet töltött be a türk népek körében, majd Dzsingisz kán birodalmában. Itt elsősorban a nagykán megválasztásával, a meghódított területek tulajdonjogával, a hadjáratok irányának meghatározásával és a hadsereg parancsnokának kinevezésével kapcsolatos kérdéseket oldották meg. Az uluszokban (államokban) minden évben összehívták Dzsingisz kán családjának és katonai-nomád arisztokráciájának kurultáját. 1259-ben Möngke kán halála után a mongol hadvezérek, vagyis a nagy kurultáj nem ült össze. A 15–18. században kurultájt azért hívtak össze, hogy megoldják a türk államok, köztük a Kazak Kánság legfontosabb problémáit.
A kurultáj tömör meghatározását Ahmad Tegüder iráni ilhán (1282–1284) adta meg Al-Manszúr Kaláún egyiptomi szultánnak írt levelében: „Összehívtunk egy kurultájt, vagyis egy találkozót, amelyen minden testvér, gyermek, fontos emír, katonai vezető és hűbértiszt véleményét kikértük”. (Az emírek alatt itt udvari és állami méltóságok értendők.)

## A szó eredete, jelentése
A török etimológiai szótár a mongol qura (összegyűjteni) igéből eredezteti („találkozó, nagy családi összejövetel Dzsingisz kán törvénykönyvében”), ugyanakkor más helyütt a korai türk népek nyelvéből származtatják azzal, hogy eredetileg a fejedelmek gyűlését jelentette.
A kurultáj országos gyűlés értelemben csak a 12–13. század fordulóján vált használatossá, amikor Dzsingisz kán egyesítette az addig elszigetelten élő mongol törzseket. Legrégebbi föllelt írott alakban A mongolok titkos története utolsó, (282) bekezdése említi: „Befejeztük az írást, mikor a nagy kuriltaj összegyűlt,...”  A törzsi államok kialakulását – így a Mongol Birodalom megalakulását – megelőzően az egyetértés jelentésű eje szót használták a nomád népek törzsi gyűlésére.
Mongol és türk közösségekben manapság is használják parlamenti vagy választott gyűlés értelemben. Jelenthet alapvető kérdések megvitatására és új testületek megválasztására összehívott (pl. tudományos) kongresszust, közgyűlést is.

## A Mongol Birodalomban és a türk-mongol utódállamaiban
A Jasza, vagyis Dzsingisz kán törvénykönyve szerint nagy jelentőséggel bírt az egész államot érintő nagy kurultáj. Ezen történtek a fontos kinevezések, dőltek el politikai-katonai kérdések, hadjáratok, háborúk és békekötések. A hagyományoknak megfelelően a mongol törzsek vezetői jogosultak voltak részt venni a nagy kurultájon. Emellett tartottak kisebb jelentőségű kurultájokat is, amelyek a mongol állam nagy kurultájánál alacsonyabb szintűek voltak, és ahol általában hétköznapi állami kérdéseket tárgyaltak meg.

### Kánválasztás

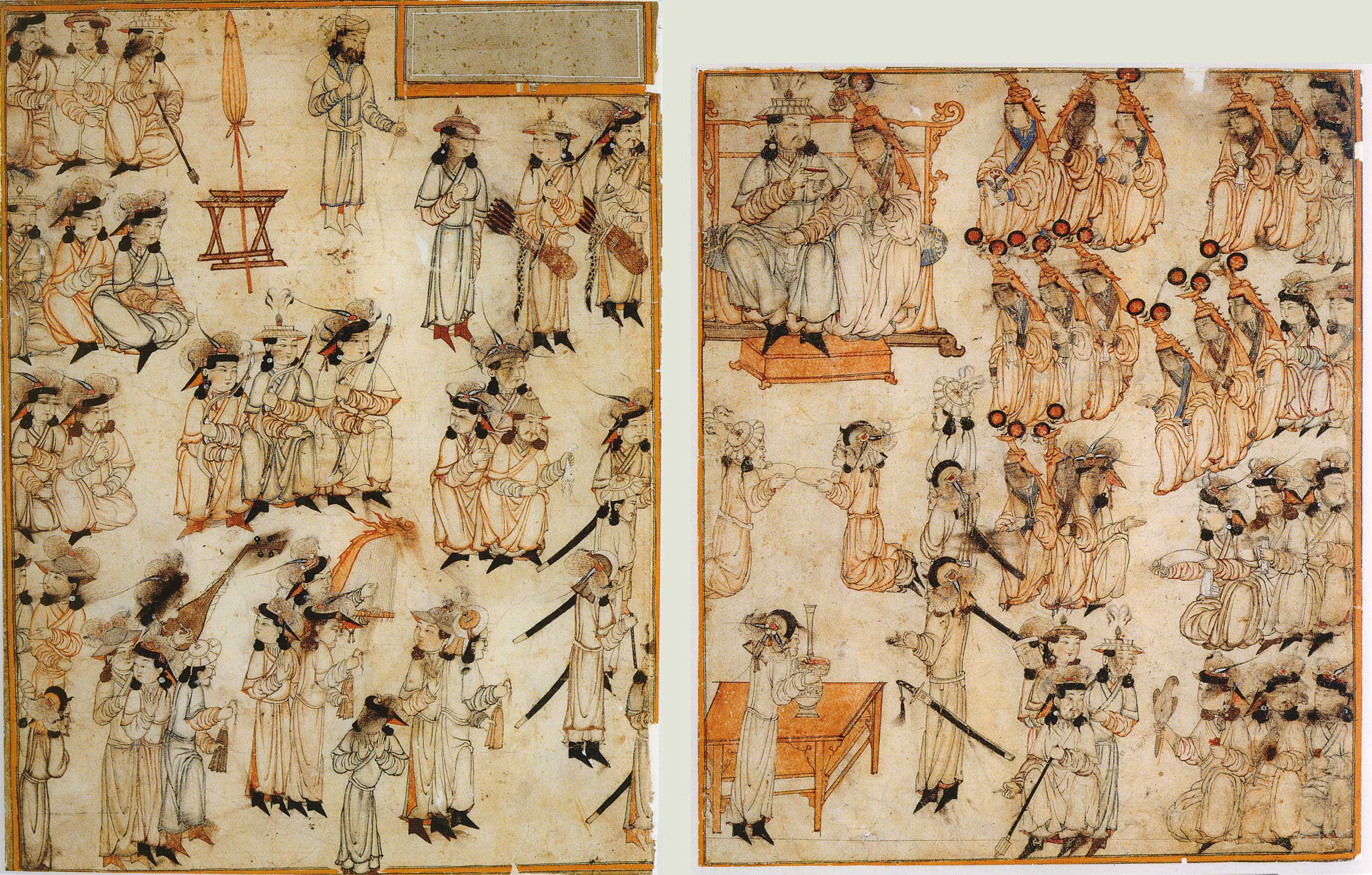
Mongol uralkodó trónra lépése – a 14. század első negyedében készült illusztráció

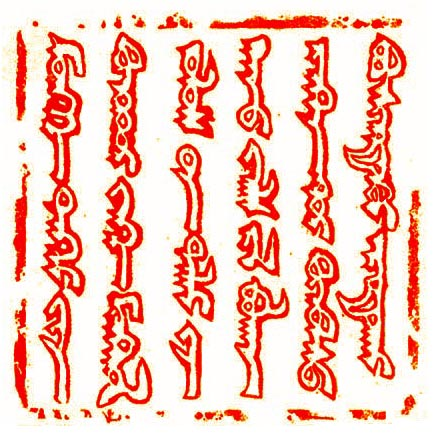
Güjük pecsétje az 1246-ban IV. Ince pápához írt levelén

Ahogy Magyarországon az előírásszerű királykoronázási szertartás által, úgy a Mongol Birodalomban a kurultájon vált legitimmé az azon megválasztott és beiktatott uralkodó.

Az új kán megválasztására a mongolok kurultájt hívtak össze, majd – kurultájon született döntéseknek megfelelően követett eljárás keretében – trónra emelési szertartást tartottak. Egy, a 15. században élt német utazó, Johann Schiltberger a következőképpen írt le egy trónra emelési szertartást az Arany Horda egyik államának kurultáján:
|  | „Miután a kánt megválasztották, fogták és fehér nemezre ültették. Ezen a fehér nemezen háromszor emelték a levegőbe. Aztán felemelték, és a sátrába vitték. Ott ültették a trónjára. Az új kán kezébe aranykardot adtak. Aztán megeskették a kánt, hogy hű marad a hagyományokhoz. ” |
|  | |

Vincent de Beauvais az enciklopédiája Speculum historiale (A történelem tükre) című részében Simon de Saint-Quentintől eredeztetve a következőképpen írja le Güjük beiktatását:
|  | „Az összes báró [nemes] összegyűlt, egy aranyozott trónust állítottak középre, ráültették ezt a Gogot (azaz kánt) [Güjüköt], kardot tettek elé, és azt mondták: „Azt kívánjuk, azt kérjük, azt parancsoljuk, hogy uralkodj mindannyiunk fölött.” Ő pedig így szólt hozzájuk: „Ha azt akarjátok, hogy uralkodjak fölöttetek, vajon mindegyikőtök kész-e megtenni azt, amit majd parancsolok: hogy eljöjjetek, amikor csak hívlak, hogy elmenjetek, ahová csak küldelek benneteket, hogy megöljétek, akit csak parancsolok?” Azt válaszolták, hogy megteszik. Majd így szólt hozzájuk: „A parancsom a kardom lesz.” Ezzel mindannyian egyetértettek. Aztán leterítettek egy darab nemezt, és ráültették, mondván: „Nézz fel, és ismerd meg Istent, és nézz le, és lásd a nemezt, amin ülsz. Ha jól fogod kormányozni a birodalmadat, bőkezű leszel és igazságosan cselekszel, és minden egyes fejedelmet rangja szerint tisztelsz, akkor dicsőségben fogsz uralkodni, az egész világ meghajol uralmad előtt, és Isten mindent megad neked, amit a szíved kíván. De ha ellenkezőleg cselekszel, nyomorult leszel, elutasított és olyan szegény, hogy ez a nemez, amin ülsz, sem marad meg neked.” Miután ez elhangzott, a bárók [nemesek] a nemezre ültették Gog [Güjük] feleségét, és mindkét rajta ülővel együtt fölemelték a földről, és harsány kiáltásokkal kinyilvánították: „Minden tatárok uralkodója és uralkodónője.” ” |
|  | |

A birodalom 1220-as években Dzsingisz kán által alapított fővárosában, Karakorumban tartott kánválasztásokon gyakran várakoztak orosz bojárok és hercegek, hogy az új kántól újra megkapják jarlikjukat a földhasználati engedélyekkel. Ők – főleg a Hordában a 14. század közepétől uralkodó viszályok miatt egyre gyakrabban – tanúi lehettek a törökül kutermiaknak nevezett szertartásoknak. A szertartások nevéből ebben az időszakban keletkezett a кутерьма (kutyerma) szó, ami a mai orosz nyelvben zűrzavart, kavarodást jelent.
A kánválasztó kurultáj jelentőségét mutatja, hogy amikor egy mongol kán meghalt és új kánt választottak, ha a hadsereg éppen hadjáratot folytatott, vezetőiknek akkor is vissza kellett térniük, és részt kellett venniük a kurultájon. Möngke 1259-ben bekövetkezett halálát követően a mongol hadsereg kivonult Szíriából és befejezte a háborút a mamlúkokkal.

### Jelentősebb nagy kurultájok

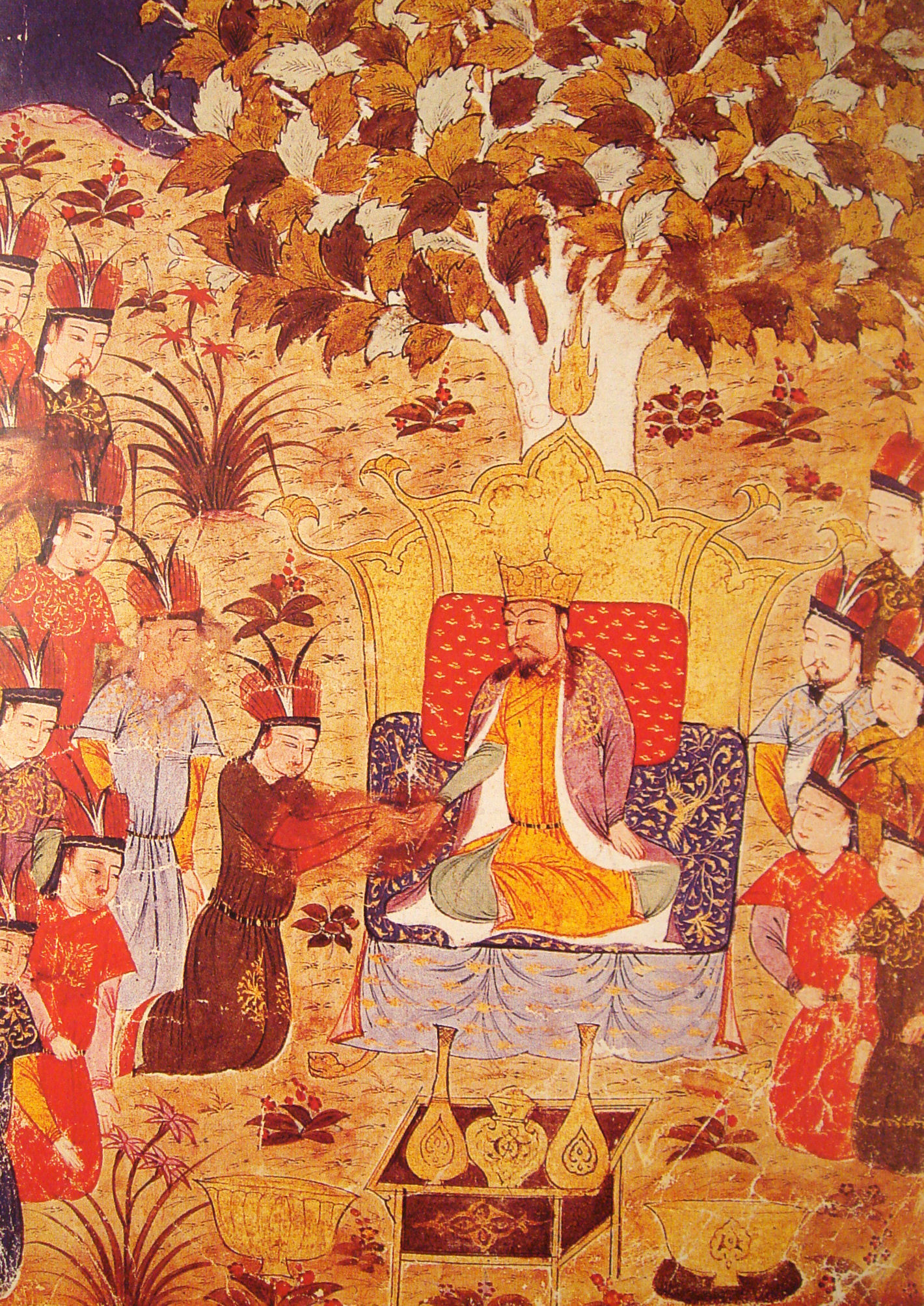
Ögödej trónra lépése (1229) – 1307 és 1316 között készült illusztráció

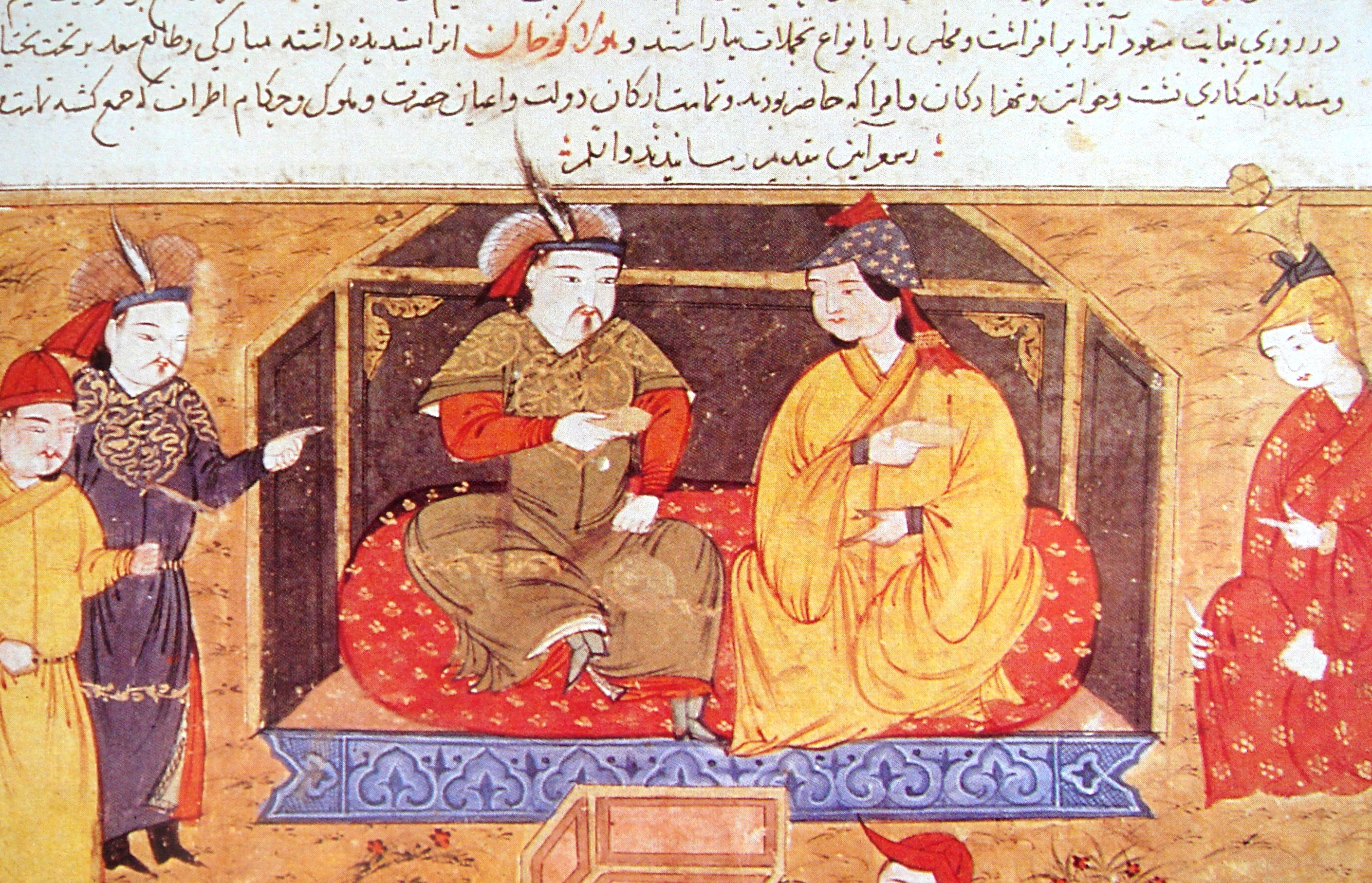
Hülegü és felesége, Dokuz Hatun a trónon – 1307 és 1316 között készült illusztráció

- 1206 – az Onon folyó forrásánál (a mai Ulánbátortól kb. 200 km-re ÉK-re) Dzsingiszt nagykánná választották,[14] kikiáltották a Mongol Birodalom (Nagy Mongol Ulusz, vagyis Állam)[* 7] létrejöttét, és elfogadták Dzsingisz kán nagy törvénykönyvét, a Jaszát.
- 1219 – Dzsingisz kán fölosztotta a birodalmát négy fia – Dzsocsi, Csagatáj, Ögödej és Toluj – között.[15] A családi kurultájon az utódlás kérdésének kapcsán Csagatáj a bátyját durva szavakkal illetve vonta kétségbe, hogy Dzsocsi Dzsingisz fia lenne.[16][* 8] Dzsingisz – kettőjük egyetértésével – Ögödejt jelölte ki utódjául.[17]
- 1229 – szeptember 13.;[18] 2 évvel Dzsingisz halála után[* 9] Ögödejt választották kánná. Ekkor döntöttek a Csin Birodalom meghódításáról.
- 1235 – az állam további külpolitikájának kialakítása céljából hívták össze. Hadjáratokról döntöttek: kelet felé a Szung Birodalom (Kelet-Kína) és Korjo (Korea), nyugati irányban a volgai bolgárok, a kipcsakok és az orosz fejedelemségek ellen, valamint további csapatok küldéséről a Közel-Keletre.[19] Ögödej a Kijevi Rusz ellen tervezett hadjáratot, és maga akart a hadsereg élére állni, azonban a kurultáj kifogást emelt, és a kán unokaöccsére, Batura bízta a vezetést.[4] Elfogadták Ögödej közigazgatási reformjait és a Jasza, a nagy törvénykönyv módosítását.[20]
- 1246 – Ögödej 1241-ben bekövetkezett halálát követően[* 10] a Tamír-folyó mentén[21] tartott kurultájon fia, Güjük megválasztásakor régi ellenfele,[22] Batu (Dzsocsi fia) szándékosan megtagadta, hogy részt vegyen a kurultájon, ami így éveket késett, és végül Batu nélkül gyűlt össze a Mongol Birodalom akkori fővárosában, Karakorumban. Ez a kurultáj volt a legfényűzőbb;[4] számos uralkodó vett részt rajta, köztük a jarlikját megújító Jaroszlav Vszevolodovics(wd)[* 11] vlagyimir-szuzdali nagyfejedelem. Az itt, 1246. szept. 30-án bekövetkezett haláláról az akkor szintén Karakorumban tartózkodó Plano Carpini ferences legátus számolt be a jelentésében.[4][* 12]
- 1251 – illegitim kurultáj Karakorumban;[21] Güjük halála (1248) után[* 13] 3 évvel; a Csagatáj- és Ögödej-ág tagjainak részvétele nélkül választották kánná Möngkét, Toluj fiát.[21]
- 1259 – Möngke halála évében Arig bökét a testvérei távollétében választották kánná
- 1260 – illegitim kurultáj; Arig böke mellett Kubiláj kínai csapatokkal megerősítve ragadta magához a hatalmat.[21]
- 1269 – rendkívüli módon nem Karakorumban, hanem a Talasz folyó völgyében a dzsingiszida Möngke Temür, az Arany Horda kánja (Batu unokája),[* 14] Barak kán(wd)[* 15] (Csagatáj unokája) és Kajdu(wd) (Ögödej unokája), a Dzsocsi, a Csagatáj és az Ögödej uluszok uralkodói szuverén uralkodóként ismerték el egymást, és szövetséget kötöttek unokanagybátyjuk, Kubiláj kán (Toluj fia) ellen arra az esetre, ha az megpróbálná megkérdőjelezni szuverenitásukat [23] Ezen a kurultájon két további uluszt is elismertek: Hülegü uluszát (Ilhánida Birodalom) és Kubiláj uluszát (Jüan Birodalom).

1640 – az utolsó teljesen mongol kurultáj. Erdeni-Batur kezdeményezésére hívták össze a Tarbagataj lábánál, ahol elfogadták a sztyeppei kódexet, az ojrát-mongol nagy törvénykönyvet.
Dzsingisz kán birodalma egységének megbomlásával új mongol és tatár államalakulatok jöttek létre. A Krími és a Kaukázusontúli kánságban a politikai létük megszűnéséig tartottak kurultájokat.

## A 20. századtól
Ennek az ősi törvényhozó testületnek a nevét ma is életben tartják a mongolok és az altáji nemzetek közé tartozó türk népek. Az 1920-as évektől Közép-Ázsia országaiban, így Türkmenisztánban, Üzbegisztánban és Tádzsikisztánban az állam lett a legmagasabb szintű hatalmi szervezet. A mongol és türk országokban gyűlést, tanácsot jelent.
A kurultaj szót azonban a türk népek nemcsak a törvényhozó testületre használják, hanem kongresszus, konferencia, és politikai (különösen törökországi) pártok választott közgyűlése jelentéssel is.
- Állami Nagy Hurál(wd) vagy Nagy Népi Hurál (Улсын Их Хурал): 1924-től a mongol nemzetgyűlés, Mongólia törvényhozó testülete
- Türk Világkurultáj vagy Türk Világkongresszus (wd)
- Kalmük Köztársaság Népi Hurálja(wd) (kalmük: Хальмг Таңһчин Улсин Хурал): Kalmükföld parlamentje
- Krími Tatár Nemzeti Kurultáj(wd) (tatár: Kırım Tatar Millî Kurultayı): a krími tatárok nemzeti kongresszusa
- Baskír Köztársaság Országgyűlése – Kurultája(wd) (baskír: Башҡортостан Республикаһы Дәүләт Йыйылышы — Ҡоролтай)
- Összbaskír kurultáj(wd) (baskír: Бөтә башҡорт ҡоролтайҙары): az orenburgi, permi, szamarai, ufai és más tartományokban élő baskírok kongresszusai az 1917-es forradalmak idején
- Baskírok Világkurultája vagy Baskír Világkongresszus(wd) (baskír: Бөтә донъя башҡорттары ҡоролтайы)[* 16]
- Altáj Köztársaság Népi Kurultája(wd) (altaji: Эл Курултай Республики Алтай): az Altaj köztársaság parlamentje
- Burját Köztársaság Népi Hurálja(wd) (burját: Буряад Уласай Арадай Хурал): Burjátia parlamentje
- Kazakok Világkurultája vagy Kazak Világkongresszus(wd) (kazak: Қазақтардың Дүниежүзілік құрылтайы)